# Armas Taipale
Armas Rudolf Taipale, född 27 juli 1890 i Helsingfors, död 9 november 1976 i Åbo, var en finländsk diskuskastare. 
Hans främsta merit var guldmedaljen under OS 1912 i Stockholm. Han representerade Finland under tre olympiader: 1912, 1920 och 1924. Han emigrerade till USA 1923.

## Utmärkelser
- Riddartecknet av Finlands Vita Ros’ orden[2]
- Finlands idrottskulturs förtjänstkors i guld[2]
- Frihetskrigets minnesmedalj[2]

[Redigera Wikidata]